# 囚われの聴衆事件
囚われの聴衆事件（とらわれのちょうしゅうじけん）は日本の民事訴訟。電車の乗客が乗車中に商業広告放送を強制的に聞かされることが人格権侵害に該当するか否かが問われた。

## 概要
大阪市営地下鉄を利用していた大阪市在住の弁護士が「電車内での強制的なCM放送は人格権の侵害。安全、快適な輸送という運送契約に違反している。」として、1978年12月に商業放送の差し止めと損害賠償を求めて大阪市を提訴した。
1981年4月22日に大阪地方裁判所は「一般乗客に嫌悪感を与えるものではない」として請求を棄却。原告は控訴したが、1983年5月31日に大阪高等裁判所はこれを棄却、原告は上告した。
1988年12月20日に最高裁判所は「大阪市営地下鉄の列車内における商業宣伝放送を違法ということはできない」として上告を棄却し、原告敗訴が確定した。伊藤正己裁判官は「法律の規定を待つまでもなく、人は聞きたくないものを聞かず、見たくないものを見ない自由があり、他者から自分が欲しない刺激で心の静けさを乱されない利益を広い意味でプライバシーと呼べると言える」と新見解を示した上で、「我が国は静かな環境の重要性に関する認識が乏しい」「（原告の主張は）意義のある問題提起」と評価したものの「プライバシーは公共の場所では保護も薄くなり、受忍すべき範囲が広くなる。原告が車内では囚われの聴衆であること、本件地下鉄が地方公営企業であることを考慮に入れるとしても、この程度の商業放送は原告の受忍の範囲を超えたプライバシーの侵害とは言えない。」とした。